# Rue des Arbustes
La rue des Arbustes est une voie publique du 14e arrondissement de Paris, en France.

## Situation et accès
Située dans le 14e arrondissement de Paris, la rue des Arbustes débute au 205, rue Raymond-Losserand, et a été prolongée jusqu'à la rue Hervé-Guibert lors des travaux de réaménagement du secteur de l'hôpital Broussais, sa longueur étant dorénavant de 210 m. Elle est en outre prolongée par une voie piétonnière de 125 m qui aboutit au 96 bis, rue Didot.

## Origine du nom

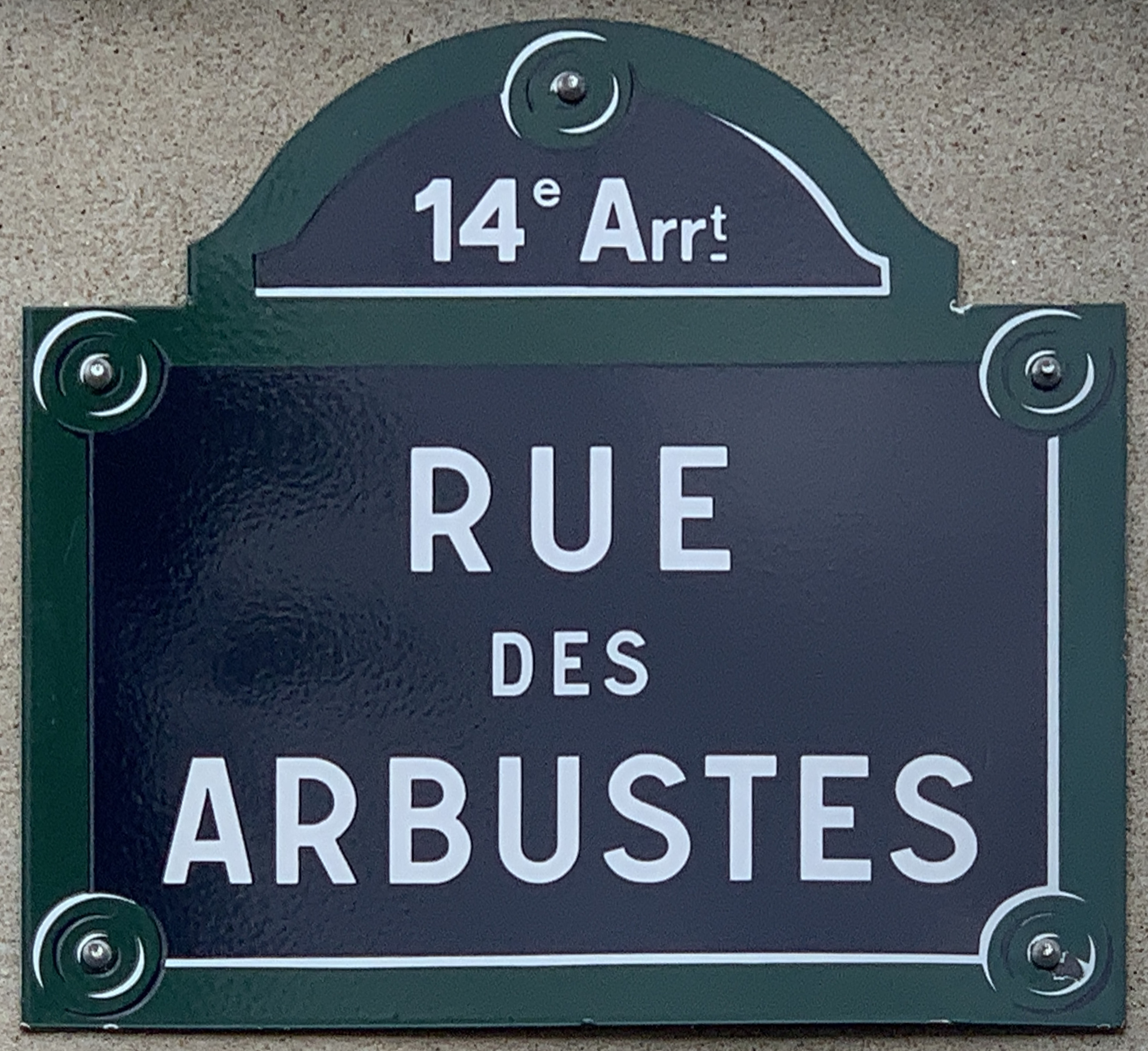
Plaque de la rue.

Elle doit son nom aux arbustes qui la bordaient lors de son ouverture.

## Historique
Ancienne voie privée large de 8 m ouverte en 1880 donnant sur l'ex-rue de Vanves (aujourd'hui rue Raymond-Losserand) et longue alors de 168 m, elle se terminait en impasse après la rue des Camélias.